# Shōhei Ogura
Pour les articles homonymes, voir Ogura.
Shohei Ogura (小椋 祥平, Ogura Shohei) est un footballeur japonais, né le 8 septembre 1985, à Funabashi, au Japon. Il évolue au poste de milieu de terrain.